# Lasigovci
Lasigovci este o localitate din comuna Dornava, Slovenia, cu o populație de 90 de locuitori.